# Armă nucleară

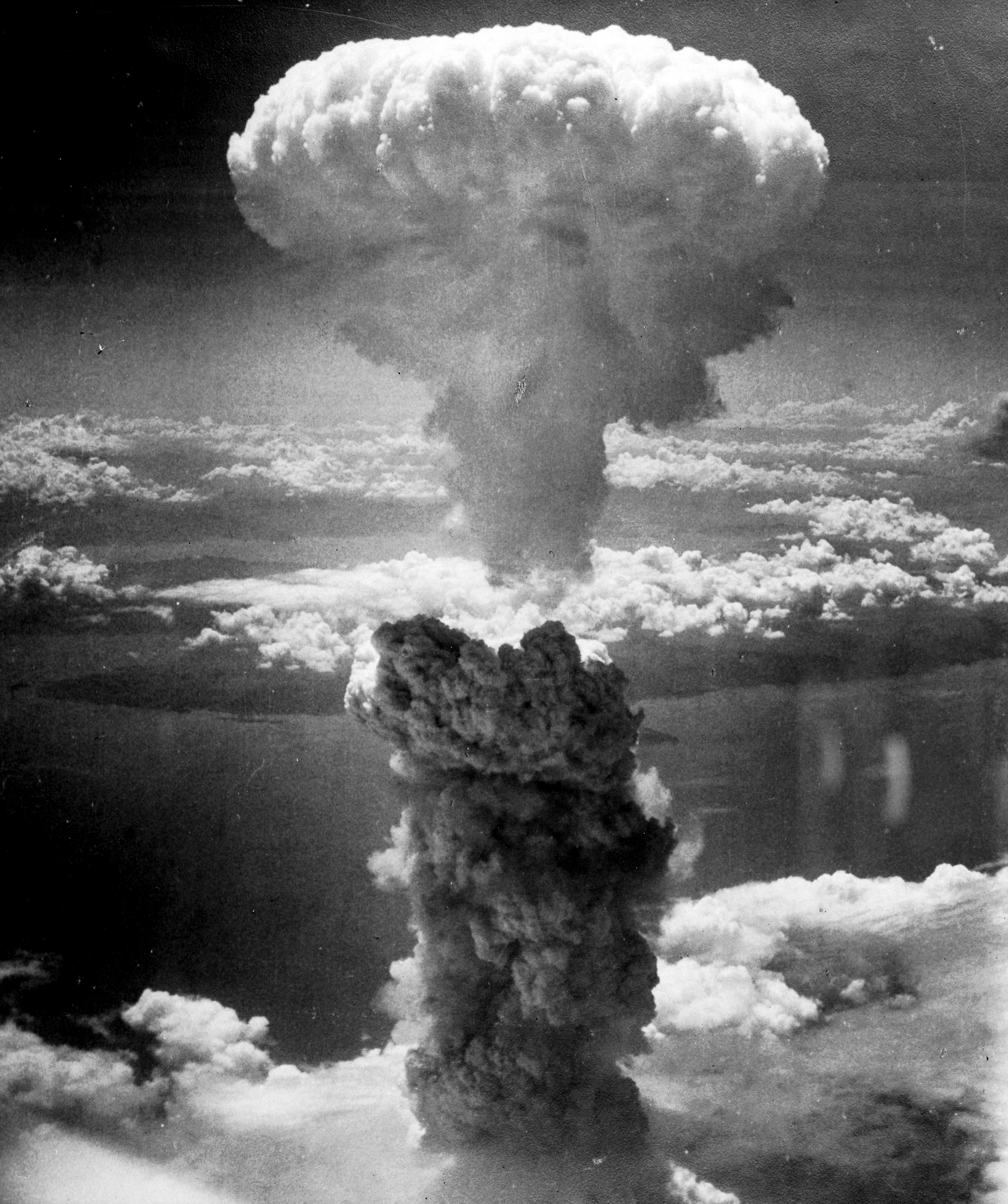
Norul tipic ciupercă al detonării bombei atomice la Nagasaki, Japonia din 9 august 1945 s-a înălțat la peste 18 kilometri altitudine deasupra hipocentrului bombei.

Arma nucleară (sau Bomba nucleară) este un dispozitiv ce eliberează într-o manieră explozivă energia nucleară produsă de o reacție în lanț de fisiune sau fuziune.
Arma nucleară face parte din categoria armelor de distrugere în masă destinate uciderii unui număr mare de oameni și distrugerii structurilor construite de om, respectiv a biosferei în general.
Prima armă nucleară cu fisiune a eliberat o cantitate de energie echivalentă cu cea rezultată din explozia a 20.000 tone de TNT (trinitrotoluen), în timp ce prima armă termonucleară (cu fisiune și fuziune) a eliberat o energie echivalentă cu 10.000.000 tone de TNT. La nivelul anului 2012 pe plan mondial existau circa 19.000 de focoase nucleare din care 4.400 sunt menținute în stare operațională, gata oricând pentru a fi utilizate.
Distrugerea reciprocă este asigurată în cazul folosirii acestora împotriva unei entități care posedă arme nucleare.

## Tipuri
În prezent există două tipuri de arme nucleare: cele bazate exclusiv pe reacția de fisiune nucleară și cele care utilizează fisiunea nucleară pentru amorsarea reacției de fuziune nucleară.
Armele bazate pe fisiunea nucleară constau dintr-o cantitate de uraniu îmbogățit care formează o masă supracritică în care se dezvoltă exponențial reacția în lanț. Masa supracritică se realizează fie prin implantarea unei piese din material fisionabil în masa subcritică (metoda proiectilului) fie prin comprimarea (cu explozivi chimici) unei sfere de material fisionabil până se atinge masa supracritică (metoda imploziei).
Arma nucleară cu fuziune (arma termonucleară, bomba cu Hidrogen) folosește energia rezultată din fisiune pentru a comprima și încălzi deuteriul și tritiul până aceștia fuzionează.
Există și arme nucleare cu destinații speciale precum arma cu neutroni sau arma cu contaminare radioactivă.
Arma cu neutroni este o armă termonucleară construită special pentru a produce un flux mare de neutroni ce produce multe decese dar nu produce contaminare radioactivă și nu afectează construcțiile.
Arma cu contaminare este o armă cu fisiune învelită cu un material (cobalt, aur) care prin activare produce o contaminare radioactivă extrem de puternică.
Proiectile cu uraniu sărăcit au fost dezvoltate și testate în anii `70 în scopul întăririi puterii de penetrare. Aceste muniții sunt cu dispersie de substanțe radioactive care, inhalate sau ingerate devin letale.
Din punct de vedere al strategiei militare armele nucleare se împart în : arme strategice (care vizează țări sau populații mari) sau tactice (utilizate numai pe câmpul de luptă). Armele nucleare strategice sunt transportate la țintă cu avioane sau rachete. Armele tactice sunt transportate cu rachete, artilerie, torpile, etc.
În perioada 1960-1980 SUA și URSS au folosit dispozitive explozive bazate pe energie nucleară pentru scopuri comerciale (explozii nucleare pașnice). Tratatul de eliminare a testelor nucleare din 1966 a interzis toate exploziile nucleare, indiferent de scopul lor.

## Efecte
Explozia nucleară are efecte imediate și întârziate. Unda de șoc, radiația termică, radiația ionizantă promptă produc distrugeri mari în câteva secunde sau minute de la detonare. Efectele întârziate precum căderile radioactive acționează pe perioade mari de timp, de la ore la ani.
- Unda de șoc produce modificarea bruscă a presiunii aerului și vânturi puternice. Construcțiile mari sunt distruse de modificarea presiunii aerului în timp ce vânturile puternice distrug vegetația și omoară oamenii. Dacă explozia are loc la suprafața sau în apropierea solului se produce un crater din care materialul este ridicat în atmosferă, de unde revine sub forma de depuneri radioactive.

- Circa 35% din energia exploziei este sub forma de radiație luminoasă și termică (căldură). Radiația luminoasă produce orbirea prin arderea retinei. Radiația termică produce arsuri ființelor vii și incendierea materialelor combustibile.

- Efectele radiațiilor nucleare directe sunt în general mai mici decât cele ale undei de șoc sau radiației termice. La armele cu neutroni spre exemplu efectul radiației directe (neutroni) este cel mai puternic. Iradierea directă cu radiații nucleare duce la deces sau în cazul dozelor mai mici la boala de iradiere.
- Particulele radioactive ridicate în atmosferă (norul în formă de ciupercă) revin pe pământ în apropierea locului exploziei. Ele nu produc multe decese deoarece afectează zona unde oamenii au fost deja uciși de celelalte efecte. În funcție de condițiile meteorologice, norul radioactiv poate fi deplasat la distanțe mari iar depunerile pe sol pot afecta zonele mai îndepărtate.
- Undele electromagnetice produse de explozie rezultă prin absorbția radiației gama în aer și în sol. Pulsul de unde electromagnetice generează câmpuri electrice de mii de volți pe durate extrem de scurte. Consecințele privesc în special comunicațiile și rețelele electrice.

## Istoric
Istoria armei nucleare începe cu scrisoarea trimisă de Albert Einstein la 2 august 1939 președintelui Franklin D. Roosevelt. La scurt timp guvernul SUA a lansat proiectul de realizare a armei nucleare cunoscut sub numele de “Proiectul Manhattan”.
Deoarece pentru realizarea armei nucleare era nevoie de uraniu îmbogățit a fost construită la Oak Ridge – Tennessee o instalație de îmbogățire prin procedeul de difuzie gazoasă, pus la punct de Harold Urey, iar la Universitatea California, Ernest Lawrence a pus la punct procedeul separării magnetice a izotopilor uraniului. Pe parcursul a șase ani, 1939-1945 în proiectul Manhattan au fost cheltuiți peste 2 miliarde de dolari.
La proiectul Manhattan au participat a pleiadă de savanți conduși de Robert Oppenheimer: David Bohm, Leo Szilard, Eugene Wigner, Otto Frisch, Rudolf Peierls, Felix Bloch, Niels Bohr, Emilio Segre, Enrico Fermi, Klaus Fuchs, Edward Teller. Prima armă nucleară a fost testată la 16 iulie 1945 în deșertul New Mexico.
Armele nucleare s-au folosit împotriva oamenilor doar de două ori, și anume în anul 1945 în jurul încheierii celui de-al doilea război mondial, când SUA au aruncat câte o singură bombă atomică cu fisiune asupra orașelor japoneze Hiroshima și Nagasaki. Primul eveniment a avut loc în dimineața zilei de 6 august 1945, când Statele Unite ale Americii au aruncat un dispozitiv tip pistol, cu uraniu, cu codul „Little Boy” (Băiețelul), asupra orașului Hiroșhima. Al doilea eveniment a avut loc după trei zile, la 9 august 1945, când un dispozitiv tip implozie, cu plutoniu, cu codul „Fat Man” (Grasul), a fost aruncat asupra orașului Nagasaki. Norul, sau „ciuperca” acestei bombe s-a înălțat mai mult de 18 kilometri deasupra hipocentrului exploziei.
Folosirea acestor 2 bombe, din care a rezultat moartea imediată a aproximativ 100.000 – 200.000 de oameni (majoritatea civili) și chiar și mai mulți cu trecerea timpului, a fost și rămâne controversată. Criticii spun că a fost un act de omucidere în masă inutil, în timp ce alții sunt de părere că de fapt s-a limitat numărul de victime de ambele părți prin grăbirea sfârșitului războiului și evitarea unor lupte sângeroase pe teritoriul Japoniei; de asemenea se aduce argumentul reducerii înaintării sovietice (și comuniste) în Asia drept una din consecințele acestor bombe.

## Dezarmarea și neproliferarea
Tratatul de neproliferare nucleară are ca obiectiv prevenirea răspândirii armelor nucleare și a tehnologiilor de fabricare a acestora, promovarea cooperării în domeniul utilizării pașnice a energiei nucleare și în final dezarmarea nucleară.
Deschis pentru semnare în 1968 tratatul a intrat vigoare în 1970 și în prezent este semnat de 190 de state inclusiv cele 5 state deținătoare în mod oficial de arme nucleare. Pentru asigurarea neproliferării și întărirea încrederii între statele semnatare tratatul stabilește un sistem de garanții nucleare în responsabilitatea AIEA. Tratatul promovează cooperarea și accesul egal al statelor la utilizarea pașnică a energiei nucleare și în același timp previne deturnarea materialului fisionabil pentru fabricarea de arme.
Riscul proliferării armelor nucleare nu este complet eliminat deoarece unele țări precum India (80-110 focoase active), Pakistan (90-110 focoase active), Coreea de Nord (10 focoase active) și Israel (75-200 focoase active) nu au semnat tratatul și au dezvoltat în secret arsenale nucleare.
În 1996, la solicitarea ONU, Curtea Internațională de Justiție a emis o opinie consultativă privind « Legalitatea amenințării sau folosirii armelor nucleare ». Curtea a stabilit că amenințarea sau folosirea armelor nucleare ar putea viola diferite articole ale dreptului internațional, inclusiv Convenția de la Geneva, Convenția de la Haga, carta ONU și Declarația universală a drepturilor omului.

## Impactul asupra mediului
Producerea și testarea armelor nucleare în Rusia (fosta URSS) a condus la contaminarea excesivă a anumitor regiuni, peste limitele admisibile.
Numai suprafața contaminată de activitățile Minatom depășește 480 km2. O problemă gravă privește stocarea necorespunzătoare a deșeurilor nucleare. Circa 650 milioane m3 de deșeuri stocate de Minatom conțin o activitate de 2 miliarde de Ci. Alte organizații dețin 12 000 tone de combustibil ars cu o activitate de 8,2 miliarde de Ci. În plus, cantități foarte mari de ape puternic contaminate (1,5 miliarde Ci) au fost injectate în subteran sau pur și simplu aruncate în lacurile sau râurile din apropiere. Din cele 184 submarine nucleare scoase din uz acum 10-15 ani 104 au rămas cu combustibilul ars la bord, iar starea lor precară reprezintă un mare pericol pentru mediu.
Începând din 1989 SUA a înființat la Departamentul Energiei un oficiu dedicat eliminării riscurilor asociate moștenirii Războiului Rece.
Cea mai mare parte din această moștenire radioactivă provine din instalațiile de producere a uraniului îmbogățit și a plutoniului (minele de uraniu, prelucrarea chimică a uraniului, îmbogățirea, fabricarea combustibilului și a țintelor, iradierea în reactor, separarea chimică a plutoniului). Deșeurile generate la extragerea plutoniului reprezintă 85% din radioactivitatea asociată producerii armamentului nuclear, 71 % din apele contaminate și 33 % din terenurile contaminate.
Activitățile de producere a armamentului nuclear au lăsat o moștenire de 1500 milioane metri cubi de ape contaminate (inclusive ape subterane) și 73 milioane metri cubi de solide contaminate.

## Galerie de imagini

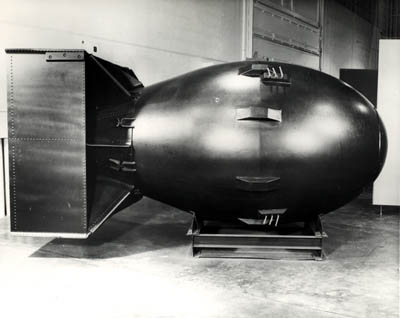
Bomba cu fisiune "Fat man"
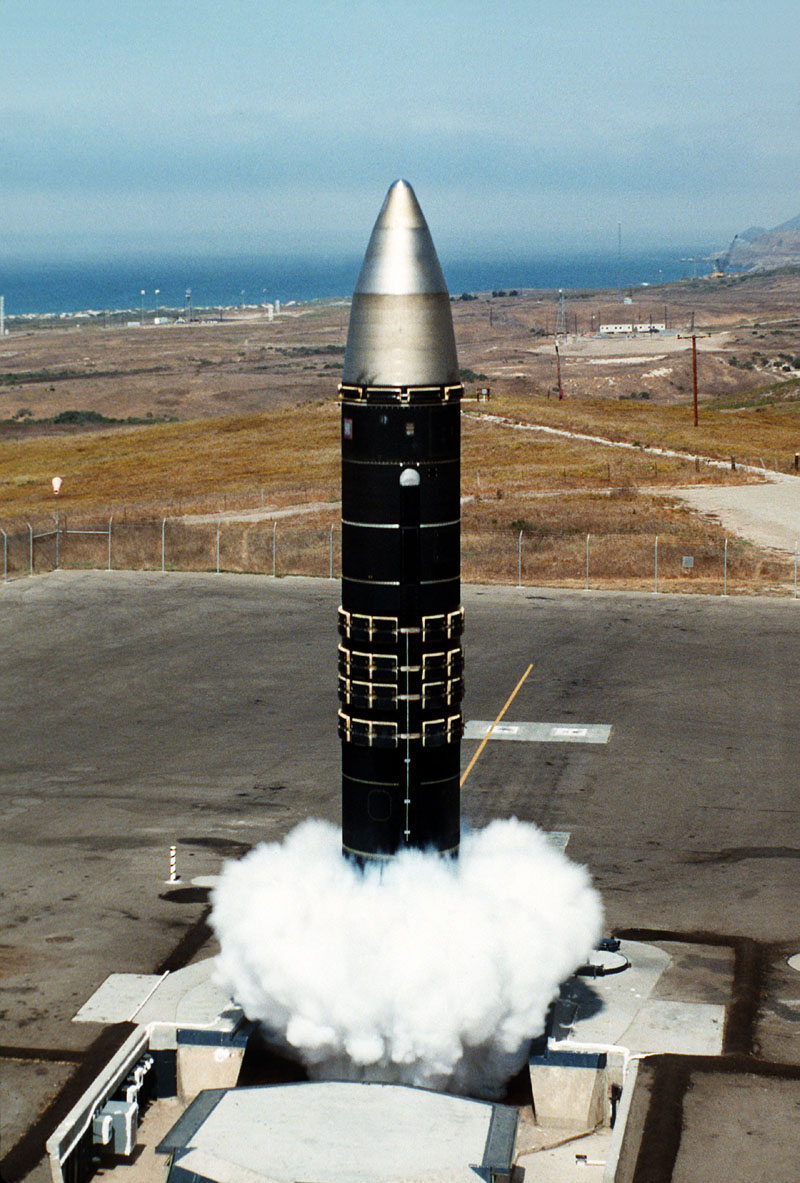
Rachetă balistică intercontinentală "LGM-118A Peacekeeper"
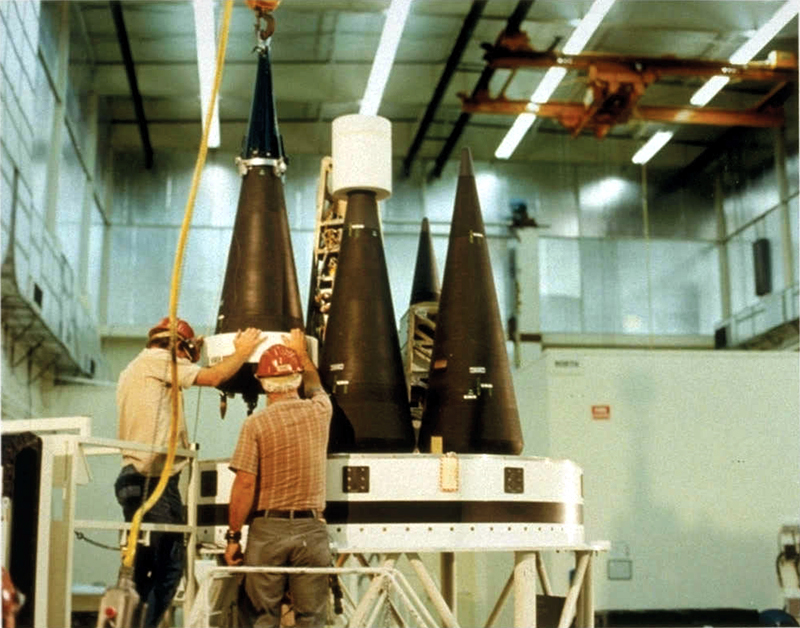
Focoase W87 termonucleare multiple de tip MIRV pentru racheta "Peacekeeper"
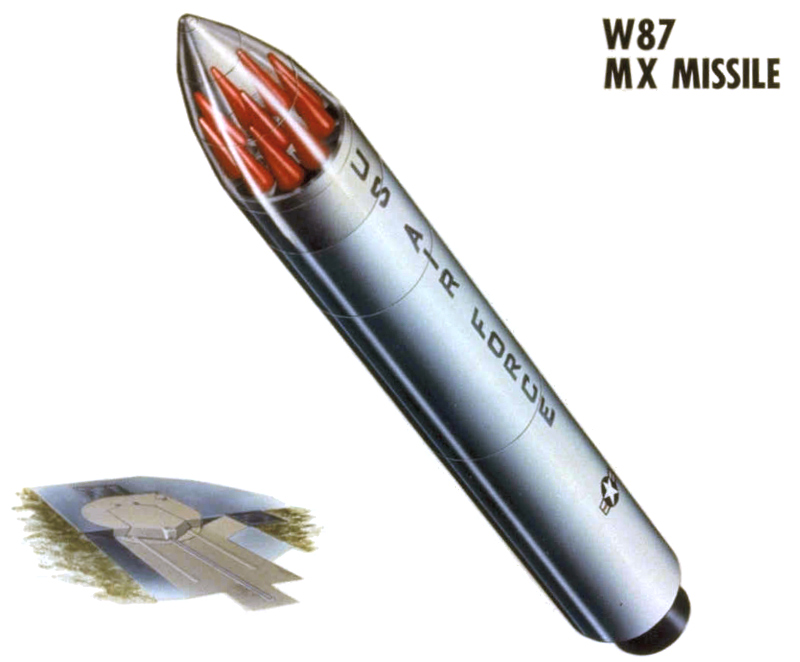
Schema rachetei "Peacekeeper" cu focoase multiple
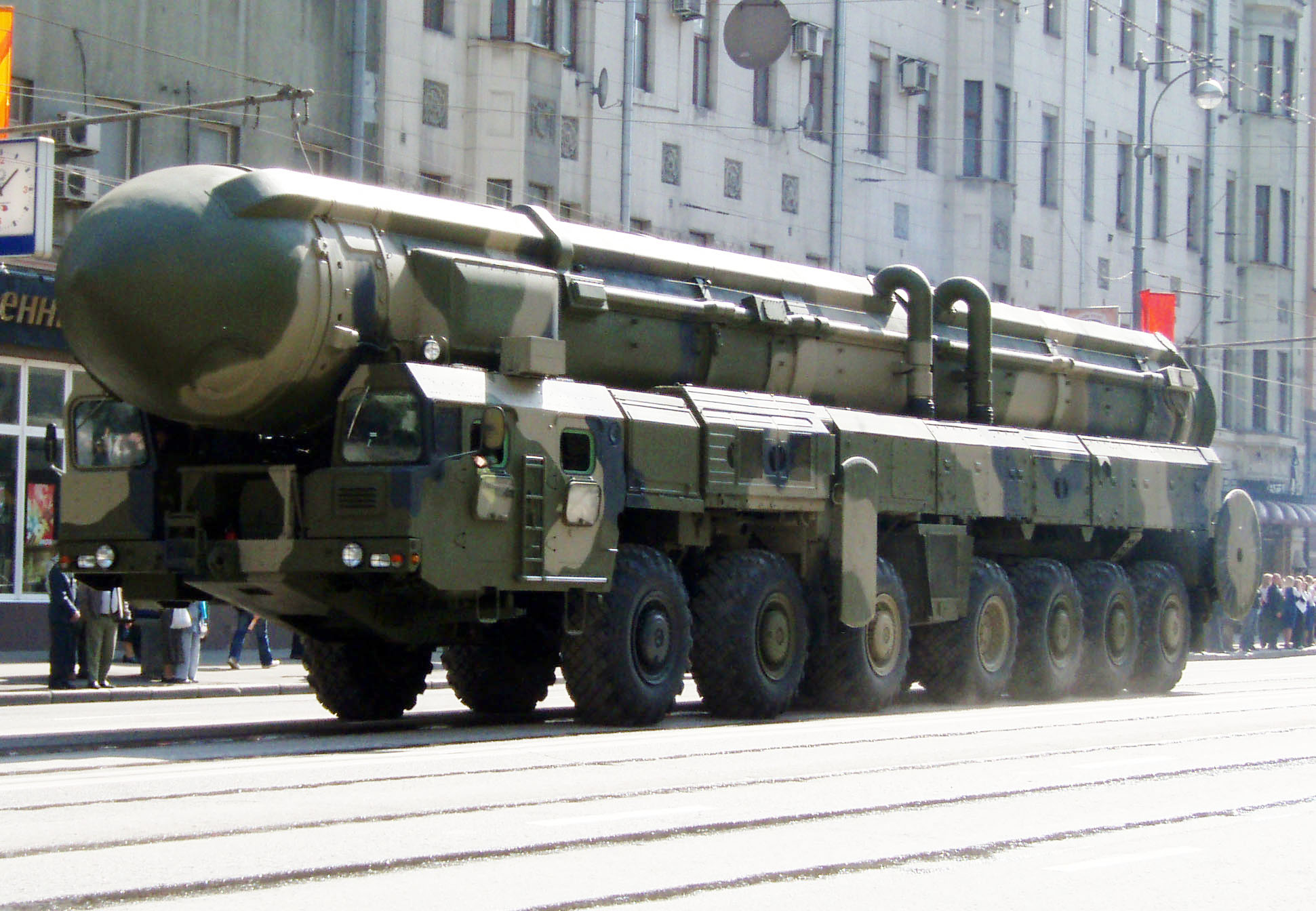
Rachetă balistică intercontinentală "SS-25 Sickle" cu rampă de lansare mobilă
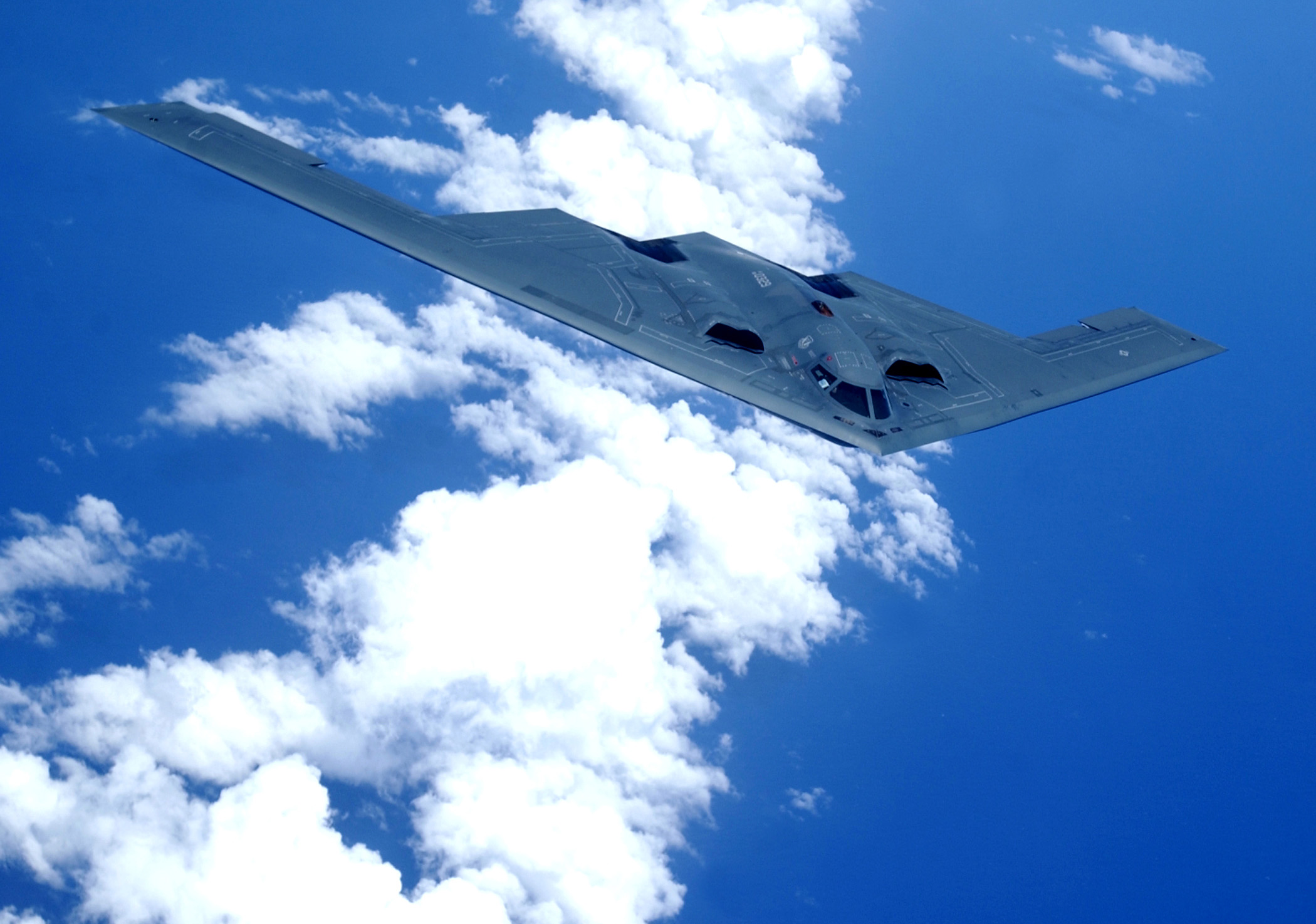
Bombardier strategic greu detectabil "B-2 Spirit"